# 10900 Фолкнер
10900 Фолкнер (10900 Folkner) — астероїд головного поясу, відкритий 30 листопада 1997 року.
Тіссеранів параметр щодо Юпітера — 3,493.